# Киселівський Григорій Іванович

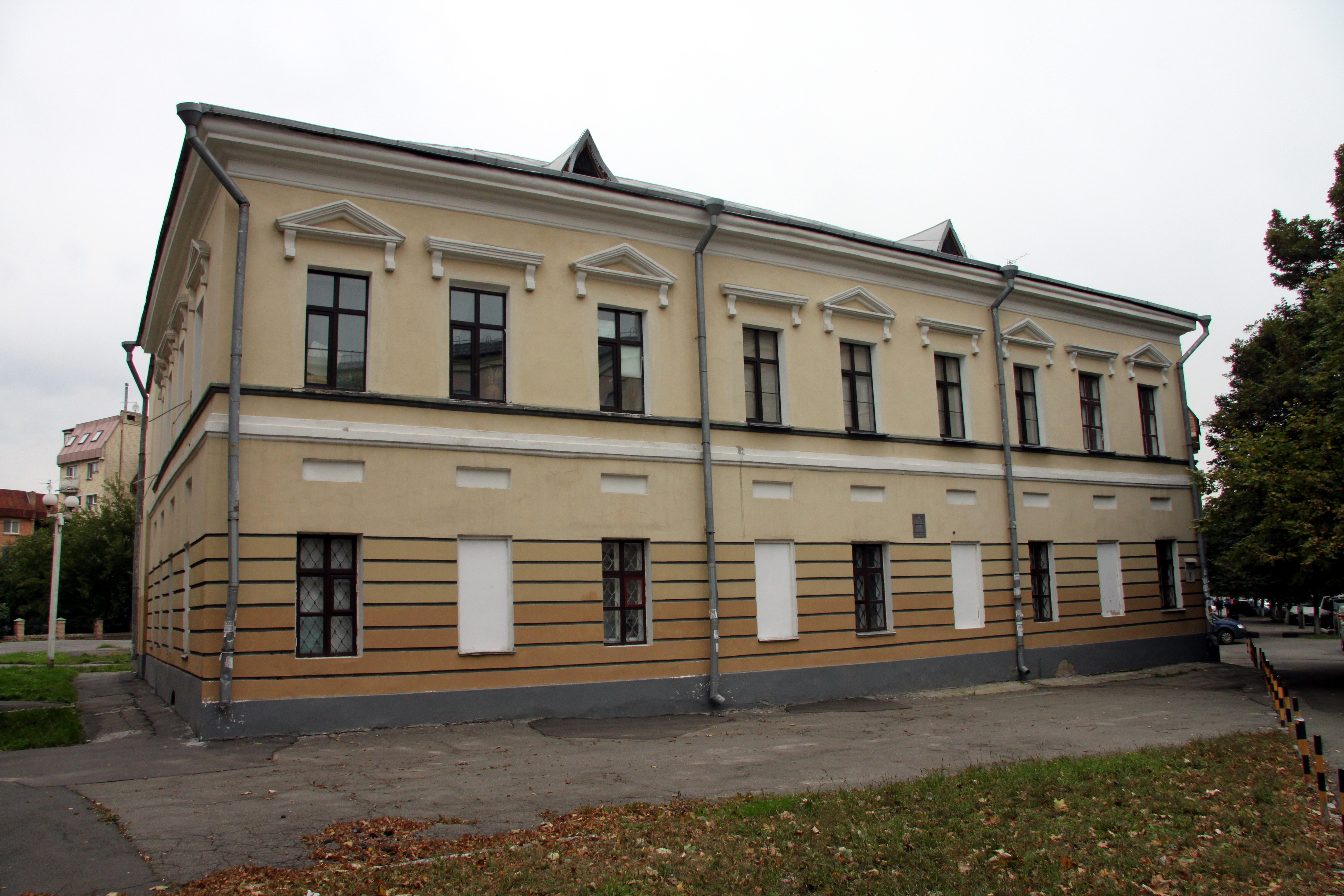
Будинок Киселівського (вул. Григорія Сковороди, 9)

Григо́рій Іва́нович Киселі́вський (1776 , Київ, Київська губернія, Російська імперія  — 8 (20) січня 1841 , Київ, Київська губернія, Російська імперія ) — останній київський війт у 1826–1834 роках, купець 2-ї гільдії, надвірний радник, бурмистр.

## Біографія
Народився 1776 року в Києві на Подолі в родині заможного купця. Батько Григорія — Іван (1745–1813), купець 3-ї гільдії — був київським бурмистром, і син пішов по його слідах, займаючи послідовно різні магістратські посади, аж поки сам не став бурмистром у 1815 році. Того ж року відзначений золотою медаллю за зразкове утримання кур'єрських коней на поштових станціях. Пошта взагалі була слабкістю Киселівського (яка, до того ж давала чималий зиск), з 1828 року він утримував власним коштом київський поштовий двір. Робити це йому було, мабуть, неважко, бо загальна оцінка нерухомого майна Киселівського становила (на 1819 рік) 66 500 карбованців разом з вартістю крамниць у Гостинному дворі.
26 січня 1826 року обраний війтом. З'їздивши на коронацію Миколи I, повернувся назад із ще однією медаллю, цього разу срібною. Останню нагороду — орден Святої Анни 3-го ступеня — отримав у 1832 році за «особливу діяльність, засвідчену начальством» (малася на увазі організація оборони міста під час польського повстання 1830–1831 років). Але того ж року його, попри «наполегливу працю», притягли до судової відповідальності у знаменитій «справі Кравченка».
Через два роки посаду війта було взагалі ліквідовано разом зі скасуванням Магдебурзького права в Києві.
Втім, як і більшість магістратських діячів, відбувся Киселівський легко, і в 1835 році заснував у місті «Контору первоначального заведения дилижансов и транспортов», яка сполучала Київ диліжансами з Москвою та Петербургом.
На Подолі Киселівському належало кілька дворів, зокрема родова садиба з двоповерховим будинком (досі відомий як будинок Киселівського), а також великий, пізніше розібраний, будинок біля Воскресенської церкви (на його фундаменті збудовано будівлю палацу культури «Славутич»).
Раптово помер 8 (20) січня 1841 року «від удару», похований на Щекавицькому кладовищі.